# Ozyptila creola
Espèce
Ozyptila creola est une espèce d'araignées aranéomorphes de la famille des Thomisidae.

## Distribution
Cette espèce est endémique de Géorgie aux États-Unis,. Elle se rencontre vers Tallulah Falls.

## Description
La femelle holotype mesure 4,15 mm.

## Publication originale
- Gertsch, 1953 : Notes on American crab spiders (Thomisidae). American Museum Novitates, no 707, p. 1-25 (texte intégral).